# Nagytálya
Nagytálya is een plaats (község) en gemeente in het Hongaarse comitaat Heves. Nagytálya telt 869 inwoners (2002).